# Baeksang Arts Awards de 2023
A 59a cerimônia anual do Baeksang Arts Awards (hangul: 제59회 백상예술대상), foi organizada pela Ilgan Sports e a JTBC Plus, apresentada no Incheon Paradise City, Incheon em 28 de abril de 2023, às 17:30 KST. O evento teve a apresentação dos artistas Shin Dong-yup, Bae Suzy e Park Bo-gum. Foi transmitido ao vivo na Coreia do Sul pela JTBC e internacionalmente pelo TikTok.
Essa cerimônia de premiação é uma das mais prestigiadas da Coreia do Sul, reconhecendo a excelência artística nas áreas do cinema, televisão e teatro, por meio de uma triagem rigorosa composta por 60 especialistas profissionais e juízes da indústria do entretenimento, além de um grupo de críticos representando as categorias TV, cinema e teatro convidados através de uma seleção minuciosa.
Os indicados foram anunciados em 7 de abril de 2023, por meio do site oficial do evento. Todas as obras lançadas entre 1º de abril de 2022 até 31 de março de 2023 foram elegíveis para nomeações.

## Vencedores e indicados
- Os vencedores são listados primeiro e destacados em negrito.[7][8]

### Cinema
| Grande Prêmio | Melhor Filme |
| - Decision to Leave - Park Chan-wook (diretor) – Decision to Leave | - The Night Owl - Next Sohee - Hansan: Rising Dragon - Hunt - Decision to Leave |
| Melhor Diretor | Melhor Diretor Revelação |
| - Park Chan-wook – Decision to Leave - Kim Han-min – Hansan: Rising Dragon - Ahn Tae-jin – The Night Owl - Lee Jung-jae – Hunt - Jung Ju-ri – Next Sohee | - Ahn Tae-jin – The Night Owl - Kim Se-in – The Apartment with Two Women - Park Yi-woong – The Girl on a Bulldozer - Lee Sang-yong – The Roundup - Lee Jung-jae – Hunt                                                                                |
| Melhor Ator | Melhor Atriz |
| - Ryu Jun-yeol – The Night Owl como Cheon Kyung-soo - Ma Dong-seok – The Roundup como Ma Seok-do - Park Hae-il – Decision to Leave como Hae-joon - Song Kang-ho – Broker como Sang-hyun - Jung Woo-sung – Hunt como Kim Jung-do                                                 | - Tang Wei – Decision to Leave como Song Seo-rae - Bae Doona – Next Sohee como Yoo-jin - Yang Mal-bok – The Apartment with Two Women como Su-gyeong - Yum Jung-ah – Life Is Beautiful como Oh Se-yeon - Jeon Do-yeon – Kill Boksoon como Gil Bok-soon |
| Melhor Ator Coadjuvante | Melhor Atriz Coadjuvante |
| - Byun Yo-han – Hansan: Rising Dragon como Wakisaka - Kang Ki-young – The Point Men como Qasim / Lee Bong-han - Kim Sung-cheol – The Night Owl como Princípe Herdeiro Sohyeon - Park Ji-hwan – The Roundup como Jang I-soo - Im Si-wan – Emergency Declaration como Jin-seok    | - Park Se-wan – 6/45 como Yeon-hee - Bae Doona – Broker como Soo-jin - Ahn Eun-jin – The Night Owl como Jo So-yong - Yum Jung-ah – Alienoid como Heug-seoul - Lee Yeon – Kill Boksoon como Kim Yeong-ji                                               |
| Melhor Ator Revelação | Melhor Atriz Revelação |
| - Park Jin-young – Christmas Carol como Joo Il-woo / Joo Wol-woo - No Jae-won – Missing Yoon como Jung Joon-ok - Byeon Woo-seok – 20th Century Girl como Poong Woon-ho - Seo In-guk – Project Wolf Hunting como Park Jong-doo - Ong Seong-wu – Life Is Beautiful como Jeong-woo | - Kim Si-eun – Next Sohee como So-hee - Go Youn-jung – Hunt como Jo Yoo-jeong - Kim Hye-yoon – The Girl on a Bulldozer como Goo Hye-young - Lee Ji-eun – Broker como Moon So-young - Ha Yoon-kyung – Gyeong-ah’s Daughter como Yeon-su                |
| Melhor Roteiro | Prêmio Técnico |
| - Jung Joo-ri – Next Sohee - Park Gyu-tae – 6/45 - Lee Jung-jae, Jo Seung-hee – Hunt - Park Chan-wook, Jeong Seo-kyeong – Decision to Leave - Ahn Tae-jin, Hyun Kyu-ri – The Night Owl                                                                                          | - Lee Mo-gae (Filmagem) – Hunt - Ryu Seong-hee (Arte) – Decision to Leave - Jeong Seong-jin, Jeong Chul-min (Efeitos Visuais) – Hansan: Rising Dragon - Cho Young-wook (Música) – Decision to Leave - Hong Seung-cheol (Iluminação) – The Night Owl   |

#### Filmes com múltiplas indicações
| Indicações | Filmes                       |
| ---------- | ---------------------------- |
| 8          | The Night Owl                |
| 7          | Decision to Leave            |
| 7          | Hunt                         |
| 5          | Next Sohee                   |
| 4          | Hansan: Rising Dragon        |
| 3          | Broker                       |
| 3          | The Roundup                  |
| 2          | 6/45                         |
| 2          | Kill Boksoon                 |
| 2          | Life is Beautiful            |
| 2          | The Apartment with Two Women |
| 2          | The Girl on a Bulldozer      |

### Televisão
| Grande Prêmio | |
| - Park Eun-bin (atriz) – Extraordinary Attorney Woo como Woo Young-woo - Extraordinary Attorney Woo (drama) (ENA) - Lee Sung-min (ator) – Reborn Rich como Jin Yang-chul - Kim Eun-sook (roteirista) – The Glory - The Glory (drama) (Netflix)                                                    | |
| Melhor Drama | Melhor Diretor |
| - The Glory (Netflix) - My Liberation Notes (JTBC) - Our Blues (tvN) - Extraordinary Attorney Woo (ENA) - Little Women (tvN) | - Yoo In-shik – Extraordinary Attorney Woo - Kim Kyu-tae – Our Blues - Kim Seok-yoon – My Liberation Notes - Kim Hee-won – Little Women - Lee Joo-young – Anna |
| Melhor Programa de Entretenimento | Melhor Programa Educacional |
| - Psick Show Season 3 (YouTube) - Earth Arcade (tvN) - Physical: 100 (Netflix) - EXchange Season 2 (TVING) - SNL Korea 3 (Coupang Play) | - Adult Kim Jang-ha (MBC Gyeongnam) - National Investigation Headquarters (Wavve) - In the Name of God: A Holy Betrayal (Netflix) - Your Literacy Skills+ (EBS) - Hidden Earth: 3 Billion Years on the Korean Peninsula (KBS)                                                               |
| Melhor Ator | Melhor Atriz |
| - Lee Sung-min – Reborn Rich como Jin Yang-chul - Son Suk-ku – My Liberation Notes como Gu Ja-gyeong - Lee Byung-hun – Our Blues como Lee Dong-seok - Jung Kyung-ho – Crash Course in Romance como Choi Chi-yeol - Choi Min-sik – Big Bet como Cha Mu-sik                                         | - Song Hye-kyo – The Glory como Moon Dong-eun - Kim Ji-won – My Liberation Notes como Yeom Mi-jeong - Kim Hye-soo – Under the Queen's Umbrella como Rainha Im Hwa-ryeong - Park Eun-bin – Extraordinary Attorney Woo como Woo Young-woo - Bae Suzy – Anna como Lee Yumi / Lee Anna          |
| Melhor Ator Coadjuvante | Melhor Atriz Coadjuvante |
| - Jo Woo-jin – Narco-Saints como Byeon Ki-tae - Kang Ki-young – Extraordinary Attorney Woo como Jung Myung-seok - Kim Do-hyun – Reborn Rich como Choi Chang-je - Kim Jun-han – Anna como Choi Ji-hoon - Park Sung-hoon – The Glory como Jeon Jae-joon                                             | - Lim Ji-yeon – The Glory como Park Yeon-jin - Kim Shin-rok – Reborn Rich como Jin Hwa-young - Yeom Hye-ran – The Glory como Kang Hyeon-nam - Lee El – My Liberation Notes como Yeom Ki-jeong - Jung Eun-chae – Anna como Lee Hyeon-ju                                                      |
| Melhor Ator Revelação | Melhor Atriz Revelação |
| - Moon Sang-min – Under the Queen's Umbrella como Grande Príncipe Seongnam / Yi Kang - Kim Gun-woo – The Glory como Son Myeong-oh - Kim Min-ho – New Recruit como Park Min-seok - Joo Jong-hyuk – Extraordinary Attorney Woo como Kwon Min-woo - Hong Kyung – Weak Hero Class 1 como Oh Beom-seok | - Roh Yoon-seo – Crash Course in Romance como Nam Hae-yi - Kim Hieora – The Glory como Lee Sa-ra - Lee Kyung-seong – My Liberation Notes como Kwak Hye-suk - Joo Hyun-young – Extraordinary Attorney Woo como Dong Geu-ra-mi - Ha Yoon-kyung – Extraordinary Attorney Woo como Choi Su-yeon |
| Melhor Artista de Variedades – Masculino | Melhor Artista de Variedades – Feminino |
| - Kim Jong-kook - Kian84 - Kim Kyung-wook - Jun Hyun-moo - Hwang Je-sung | - Lee Eun-ji - Kim Min-kyung - Park Se-mi - Lee Soo-ji - Joo Hyun-young |
| Melhor Roteiro | Prêmio Técnico |
| - Park Hae-young – My Liberation Notes - Kim Eun-sook – The Glory - Moon Ji-won – Extraordinary Attorney Woo - Jeong Seo-kyung – Little Women - Hong Jung-eun, Hong Mi-ran – Alchemy of Souls | - Ryu Seong-hee (Direção Artística) – Little Women - Noh Young-sim (Música) – Extraordinary Attorney Woo - Song Nak-hoon, Jo Jin-hyeon, Hwang In-woo (Filmagem) – Inkigayo - Hwang Jin-hye (Efeitos Visuais) – Extraordinary Attorney Woo - Jang Jong-kyung (Filmagem) – The Glory          |

#### Programas com múltiplas indicações
| Indicações | Programa de Televisão      |
| ---------- | -------------------------- |
| 10         | Extraordinary Attorney Woo |
| 9          | The Glory                  |
| 7          | My Liberation Notes        |
| 4          | Anna                       |
| 4          | Little Women               |
| 3          | Our Blues                  |
| 3          | Reborn Rich                |
| 2          | Crash Course in Romance    |
| 2          | Under the Queen's Umbrella |

### Teatro
| Prêmio de Teatro Baeksang | |
| - None Elected - Doosan Art Center - Jeong Hee-jung – Rabbit Hole Theater - Teenage Dick – Teatro Nacional - DRAG x Namjangsinsa [Drag by Namjangsinsa] – Concurso Drag King | |
| Melhor Peça de Curta Duração | Melhor Atuação |
| - Now Archive (teatro) – A Little Lonely Monologue and Always Friendly Songs - Bae Hae-ryul (roteirista) – Once Upon a Time, There Was an Asian Small-Clawed Otter Living in Seoul Cityl - Jang Han-sae (diretor) – The World is Ending Like This, Without a Bang, With Sobs - Jin Ju (roteirista) – Class - Han A-reum (diretor e roteirista) – Plastic Paradise | - Ha Ji-seong - Teenage Dick - Kwon Eun-hye – DRAG x Namjangsinsa [Drag by Namjangsinsa] - Choi Ho-young – Transfers - Choi Hee-jin – Nosce - Ha Ji-eun - The Welkin |

### Prêmios especiais
A votação para o Prêmio de Popularidade do TikTok foi realizado das 11:00 de 18 de abril às 16:00 (KST) do dia 26 de abril, através do TikTok.  
| Categoria                                 | Beneficiário   |
| ----------------------------------------- | -------------- |
| Prêmio Tiktok de Popularidade (Masculino) | Park Jin Young |
| Prêmio Tiktok de Popularidade (Feminino)  | Lee Ji-eun     |
| Prêmio Impacto da Gucci                   | Next Sohee     |

## Apresentadores e performances
As seguintes pessoas e equipes, listados em ordem de aparição, apresentaram prêmios ou realizaram números musicais.

### Apresentadores
| Apresentador(es)               | Prêmio(s)                                                                                        | Ref.   |
| ------------------------------ | ------------------------------------------------------------------------------------------------ | ------ |
| Koo Kyo-hwan e Kim Hye-jun     | Melhor Ator Revelação - Televisão e Melhor Atriz Revelação - Televisão                           | [ 13 ] |
| Lee Hong-nae e Lee Yoo-mi      | Melhor Ator Revelação – Filme, Melhor Atriz Revelação – Filme e Melhor Diretor Revelação – Filme | [ 13 ] |
| Koo Kyo-hwan e Kim Hye-jun     | Melhor Peça de Curta Duração                                                                     | [ 13 ] |
| Yoo In-na e Yoon Hyun-min      | Prêmios de Popularidade do TikTok para Ator Mais Popular e Atriz Mais Popular                    | [ 13 ] |
| Lee Moo-saeng e Kim Byung-chul | Prêmio Técnico – Televisão e Prêmio Técnico – Filme                                              | [ 13 ] |
| Lee Moo-saeng e Kim Byung-chul | Melhor Roteiro – Televisão e Melhor Roteiro – Filme                                              | [ 13 ] |
| Jo Woo-jin e Lee Soo-kyung     | Melhor Ator Coadjuvante – Filme e Melhor Atriz Coadjuvante – Filme                               | [ 13 ] |
| Cho Hyun-chul e Kim Shin-rok   | Melhor Ator Coadjuvante – Televisão e Melhor Atriz Coadjuvante – Televisão                       | [ 13 ] |
| Lee Yong-jin e Joo Hyun-young  | Melhor Programa de Entretenimento                                                                | [ 13 ] |
| Park Shin-hye e Park Hyung-sik | Melhor Programa Educacional                                                                      | [ 13 ] |
| Lee Je-hoon e Greg Hsu         | Melhor Diretor – Televisão e Melhor Diretor – Filme                                              | [ 13 ] |
| Lee Yong-jin e Joo Hyun-young  | Melhor Artista de Variedades Masculino e Melhor Artista de Variedades Feminino                   | [ 13 ] |
| Park Wan-gyu e Hwang Sun-mi    | Prêmio de Melhor Atuação                                                                         | [ 13 ] |
| Sol Kyung-gu e Lee Hye-young   | Melhor Ator – Filme e Melhor Atriz – Filme                                                       | [ 13 ] |
| Lee Jun-ho e Kim Tae-ri        | Melhor Ator - Televisão e Melhor Atriz - Televisão                                               | [ 13 ] |
| Park Ji-ah                     | Prêmio Peça Baeksang                                                                             | [ 13 ] |
| Park Shin-hye e Park Hyung-sik | Melhor Drama e Melhor Filme                                                                      | [ 13 ] |
| Ryoo Seung-wan                 | Grande Prêmio – Filme                                                                            | [ 13 ] |
| Uhm Jung-hwa e Jeongdo Hong    | Grande Prêmio – Televisão                                                                        | [ 13 ] |